# محصولات نیمه‌ساخته ریخته‌گری
محصولات نیمه‌ساخته ریخته‌گری محصولاتی هستند که در بیشتر کارخانه‌های فولاد ساخته می‌شوند و نیاز به فرآوری پیش از رسیدن به محصول پایانی دارند. این محصولات شامل شمش، شمشال (بیلت)، شمشه، تختال (اسلب) و ورق است.

## شمش
شمش (به انگلیسی: Ingot) به قالب‌های کوچکتر فلزات باطول کمتر از ۲ متر گفته می‌شود که برای طلا و مس و آلومینیوم و نمونه‌های آزمایشگاهی کاربرد زیادی دارد. سطح مقطع آن ذوزنقه‌ای است.

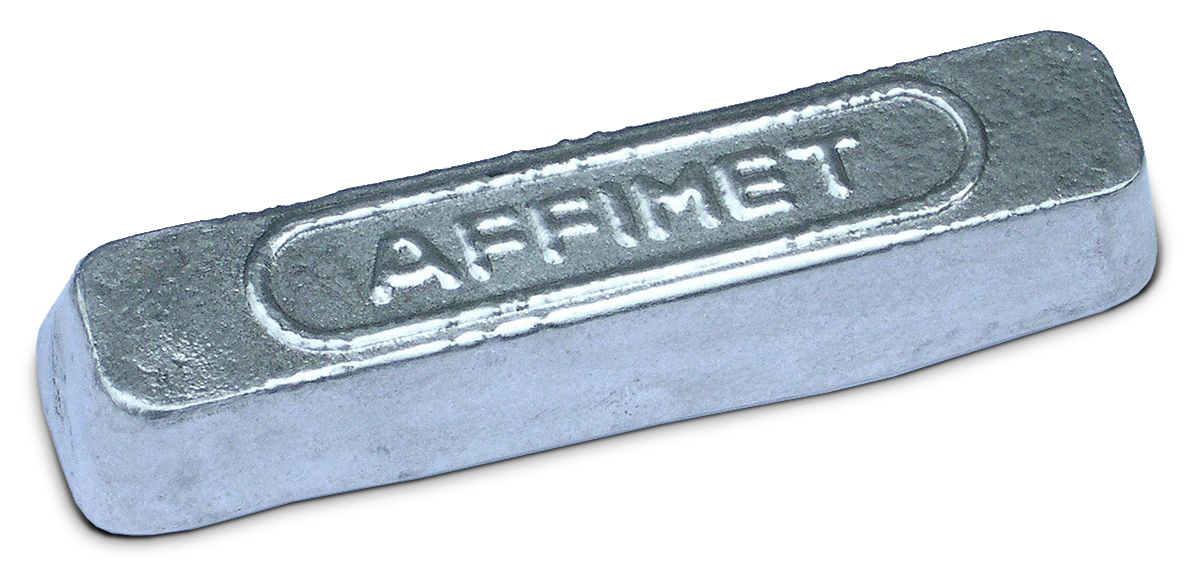
یک شمش آلومینیوم

## شمشال
شمشال (به انگلیسی: Billet) از فراورده‌های میانی نورد فولاد است که سطح مقطع آن کوچک‌تر از ۲۳۰ سانتیمتر مربع است. سطح مقطع آن دایره یا مربع با عرض کمتر از ۱۵ سانتیمتر می‌باشد. از شمشال بیشتر برای تولید میلگرد و سیم استفاده می‌شود.

## شمشه
شمشه (به انگلیسی: Bloom) به شمشال خیلی شبیه است و در واقع اگر عرض بیلت (شمشال) بیش از ۱۵ سانتیمتر و سطح مقطع آن بزرگتر از ۲۳۰ سانتیمتر مربع باشد آنرا شمشه می‌گوییم. از بلوم برای ساخت ریل، تیر آهن، قوطی و … استفاده می‌شود.

## تختال
تَختال(به انگلیسی: Slab) قطعه‌ای مکعب مستطیل از فولاد معمولاً به ضخامت ۲۳۰ میلیمتر و عرض ۱٫۲۵ متر و طول ۱۲ متر است. تختال یکی از محصولات میانی برخی کارخانه‌های فولادسازی است که از آن برای تولید فولاد ورق استفاده می‌شود. بسیاری از محصولات تخت فولادی مانند ورق سیاه، ورق روغنی، ورق گالوانیزه و تسمه ای که در بازار می بینید، از انجام یک سلسله عملیات روی اسلب یا تختال ساخته شده اند. اسلب فولادی که به آن تختال هم گفته می شود، یکی از مقاطع فلزی نیمه تمام و پرداخت نشده ای است که سطح مقطع مستطیل شکل آن در ابعاد گوناگونی تولید می‌شود اما مهمترین و پرکاربردترین آنها ابعاد ۱۲۵۰*۲۳۰ میلی متر است. شمش تختال به عنوان ماده اولیه برای تولید تسمه، لوله درزدار، کویل و ورق های فولادی مورد استفاده قرار می گیرد و طول این محصول ۱۲ متر است. اسلب فولادی در مقابل بیلت فولادی قرار دارد و تفاوت آنها در شکل و کاربرد بعدی آنها در تولید محصولات است. به گونه ای بیلت فولادی سطح مقطع مربعی یا دایره ای دارد و برای تولید مقاطع طویل بکار میرود در حالیکه اسلب یا تختال مقطعی مستطیلی دارد، و همانطور که گفته شد برای تولید محصولات تخت استفاده می‌شود.
جنس تختال یا اسلب فولادی چیست؟
تختال ها معمولا از فولادهای کربنی ساخته می شوند. اما از فولاد ضد زنگ هم برای ساخت این محصول استفاده می شود. در کل اسلب ها جنس های مختلفی دارند. اما در بیشتر آن ها عناصر آهن، کروم، مس، منگنز، مولیبدن، نیکل و سیلسیوم وجود دارد.
دو گرید معروف اسلب فولادی
اسلب در گریدهای متنوعی تولید می شود که معروف ترین آن ها sp3 و sp5 است. این دو گرید متعلق به استاندارد روسی GOST380 هستند که در تولید اسلب مورد استفاده قرار می گیرد. در زیر به تفاوت های تختال sp3 و sp5 اشاره می کنیم.
اسلب sp3 چقرمگی بیشتری نسبت به تختال sp5 دارد.
اسلب sp3 گران قیمت تر از تختال sp5 است.
میزان عناصر آلیاژی اسلب sp3 کمتر از تختال sp5 است.
اسلب sp3 معمولا در ساخت نبشی، ناودانی و میلگرد با سایز کوچک و تختال sp5 در تولید کلاف و میلگرد تا سایز ۲۵ مورد استفاده قرار می گیرد.
ابعاد اسلب فولادی
ابعاد استاندارد تختال
برای تختال‌ها هم از لحاظ ابعاد استاندارد مشخصی وجود دارد. عرض آن‌ها معمولا بین ۶۵۰ الی ۲۰۰۰ میلی متر است. ضخامت اسلب بین ۲۰۰ الی ۲۵۰ با طول متغیر ۴ الی ۱۲ متر می‌باشد. بر اساس نوع نیاز و کاربرد سایز آن‌ها متفاوت است. تختال با ضخامت ۲۳۰، عرض ۱۲۵۰ میلی متر و طول ۱۲ متر بیشترین طرفدار را در بازار دارد.
تختال C چیست؟
گاهی ممکن است با برخی نامگذاری ها در کنار نام محصولات فولادی روبرو شوید که معنای آنرا بدرستی ندانید. تختال C به تختالی گفته میشود که برای تولید ورق گرم C یا HC بکار میرود. مشخصه ورق های گرم HC این است که ضخامت آنها بین ۵ تا ۶ میل بوده و عرض آنها در رنج ۱۳۰۰، ۱۳۵۰، ۱۴۰۰ و ۱۴۵۰ میلی متر قرار دارد.
مشخصات و ویژگی های اسلب فولادی استاندارد
پاس شدن ویژگی ها و مشخصات کیفی یک تختال فولادی شرط اساسی برای انجام عملیات بعدی برای تولید ورق است. بنابراین پس از فرایند تولید اسلب ، این محصولات به بخش کنترل کیفی میروند تا در سه ویژگی زیر مورد بررسی قرار گیرند.
1 )فاقد هر گونه ترک، آخال، حفره گازی و انقباضی
2 )فاقد هر گونه گود افتادگی، باد کردگی و خمش

3 )دارا بودن سطح صاف و بدون پوسته پوسته شدن

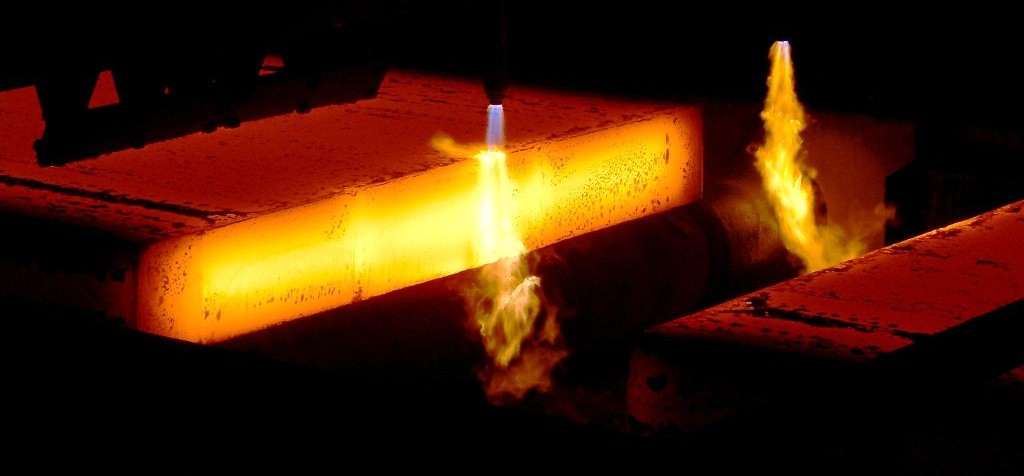
بریدن تختال فلزی با برش اکسیژن
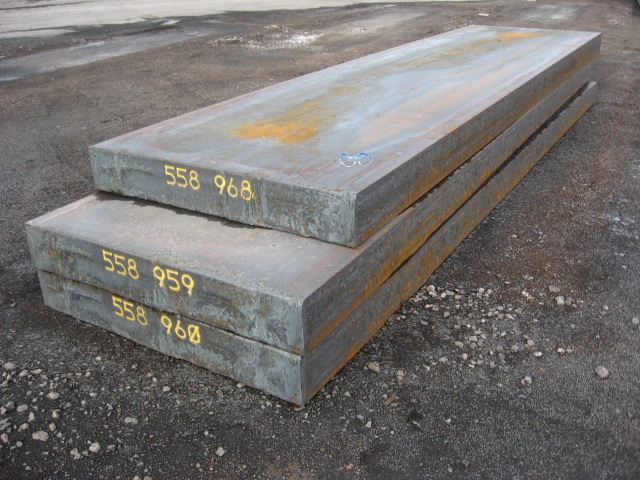
تختال فولاد

## ورق
ورق (به انگلیسی: Sheet metal) به شکلی از فلزات گفته می‌شود که به شکل سطوح گسترده و در حالت‌های بریده و رول (پیچیده‌شده) تولید می‌شوند و در صنعت کاربرد بسیاری دارد.